# Jerez de los Caballeros
Pour les articles homonymes, voir Jerez.
Jerez de los Caballeros est une commune espagnole située dans la province de Badajoz (Communauté autonome d'Estrémadure).
Cette ville tire son nom des chevaliers de l'ordre du Temple, auxquels elle a appartenu.

## Histoire
Ancienne commanderie de l'ordre du Temple, Jerez de los Caballeros fut tenue par le Portugal après la dissolution de l'ordre et jusqu'en 1330 puis devient ville royale et est donnée par Henri II de Castille à l'ordre de Santiago en 1370.
|                 |
| Porte médiévale |

|                   |
| Porte et muraille |

## Monuments
- Église Saint-Barthélemy (es)

## Burriquita
La Burriquita ou Cofradia de Santo Domingo de Guzman et Nuestra señora del Rosario est une célèbre et la plus ancienne confrérie religieuse de Jerez de los Caballeros Estrémadure. Elle est liée à l'église paroissiale de Santa Catalina, Virgen y Mártir (Sainte Catherine, vierge et martyre). La sortie processionnelle de la Burriquita a lieu chaque dimanche des Rameaux et chaque dimanche de Pâques.

## Personnalités liées à la ville

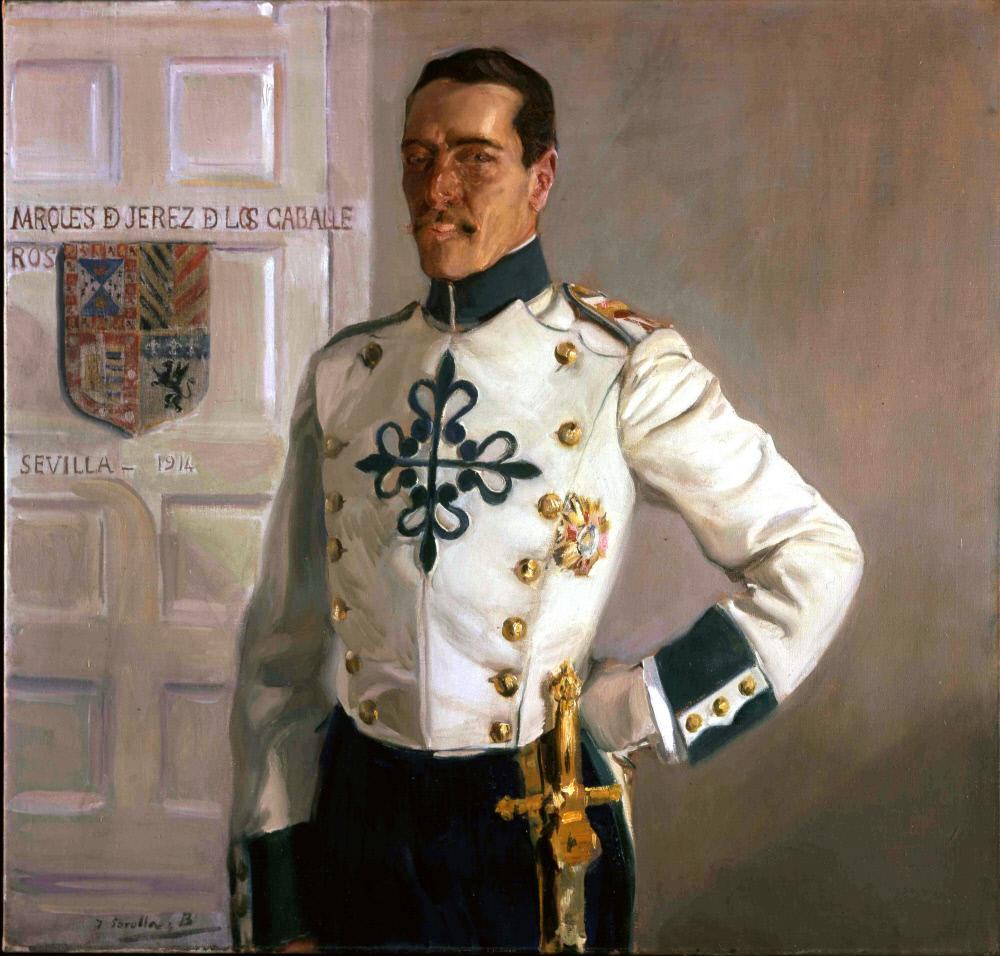
Manuel Pérez de Guzmán y Boza Liaño Aubarede, Marqués de Jerez de los Caballeros
Joaquín Sorolla, 1914
New York, The Hispanic Society of America

- María Bruguera Pérez (1913-1992) militante républicaine, membre de Mujeres Libres;
- Milagros Frias (1955-), écrivaine.